# Cosuenda
Cosuenda è un comune spagnolo di 410 abitanti situato nella comunità autonoma dell'Aragona.